# 모양선충

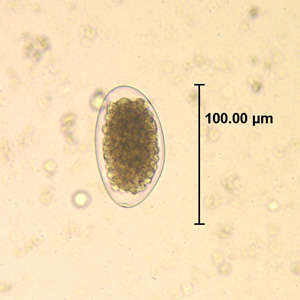
Trichostrongylus sp.의 알

모양선충류(Trichostrongylus)는 선형동물문 크로마도라강 크로마도라목에 속하는 모양선충과 동물을 가리키는 말이다.